# 2-氟-4-氯-6-溴碘苯
2-氟-4-氯-6-溴碘苯是一种有机化合物，化学式为C6H2BrClFI，它是氟氯溴碘苯的同分异构体之一。它可由2-氟-4-氯-6-溴苯胺、亚硝酸和碘化亚铜反应制得。在三乙胺存在下，它和苯乙炔在乙酸钯、Cu4I4簇配合物催化下反应，可以得到3-氟-5-氯-1-溴-2-苯乙炔基苯；和1,3-二乙炔基苯在催化下反应，得到3-氟-5-氯-1-溴-2-[(3-乙炔基苯基)乙炔基]苯。